# Prominent Hill Airport
Prominent Hill Airport är en flygplats i Australien. Den ligger i delstaten South Australia, omkring 650 kilometer nordväst om delstatshuvudstaden Adelaide.
Trakten runt Prominent Hill Airport är nära nog obefolkad, med mindre än två invånare per kvadratkilometer.. Det finns inga samhällen i närheten.
Omgivningarna runt Prominent Hill Airport är i huvudsak ett öppet busklandskap. Genomsnittlig årsnederbörd är 193 millimeter. Den regnigaste månaden är februari, med i genomsnitt 42 mm nederbörd, och den torraste är september, med 3 mm nederbörd.